# Anthropornis
Anthropornis — викопний рід птахів родини пінгвінові. Мав 2 види. Був найбільший представником родини. Мешкали 37-45 млн років тому.

## Опис
Загальна висота коливалася від 1,5 до 1,8 м, вага — від 90 до 135 кг. Мали середню голову, доволі довгі дзьоб й шию. Лапи були більш довгими, ніж у теперішніх пінгвінів. За будовою крил мали схожість з літаючими птахами.

## Спосіб життя
Значний час проводили на узбережжі, а також чудово плавали й пірнали. Живилися рибою. З часом вони не змогли витримати конкуренції із зубатими китами.

## Розповсюдження
Мешкали на території сучасної Нової Зеландії та на о. Сеймур.

## Види
- Anthropornis nordenskjoldi
- Anthropornis grandis